# Йосиф Асеманий
Йосиф Асеманий (1687 – 1768) е директор на Ватиканската библиотека през XVIII в.

## Съчинения
„Универсален календар“
„Kalendaria Ecclesiae universae ...“ (Рим, 1755 г.) в 6 тома, създадено въз основа на архивни материали, ръкописи, публикации и др., съхранявани главно във Ватикана.
В тази книга включва обширно изложение на българската история, започващо със сведения за ранната история на балканските славяни – българи, хървати, сърби, теориите за техния произход (том I), минаващо през сведения за „волжкия период“ (том II), за Първата и Втората българска държава (том III, IV и V), стигащо до църковния календар, празниците на българите и др. В том V Асеманий пръв описва обстойно Ватиканския препис на българския превод на Манасиевата хроника, което е измежду най-ценните среднобългарски книжовни паметници.
Асеманиево евангелие
Открива в Ерусалим през 1736 г. нареченото по-късно на него Асеманиево евангелие, което е сред най-старите известни старобългарски глаголически паметници от XI в.